# Maison de la Prévôté (Châteauvillain)
Pour les articles homonymes, voir Hôtel de la Prévôté.
La maison de la Prévôté est un édifice de la commune de Châteauvillain, dans le département de la Haute-Marne en région Grand Est.

## Localisation
Cet édifice se situe au 21 rue Duc-de-Vitry, au pied de l'ancien château, détruit depuis pour laisser place à une grande rue.

## Historique
Achevée en 1645[réf. souhaitée], elle conserve son authenticité avec une charpente du XVIIe siècle dans la maison et une écurie pavée. La façade avec ses gargouilles monumentales et sa porte d'entrée à arc brisé sont particulièrement remarquables[réf. souhaitée]. 
La maison d'habitation en totalité, incluant l'aile en retour sur la cour arrière ; les façades et toitures pour les autres bâtiments de communs ainsi que les trois caves sous ceux-ci ; le jardin et ses aménagements, ainsi que le mur de clôture sont inscrits au titre des monuments historiques par arrêté du 5 novembre 2003.